# Vorpommersche Landesbühne

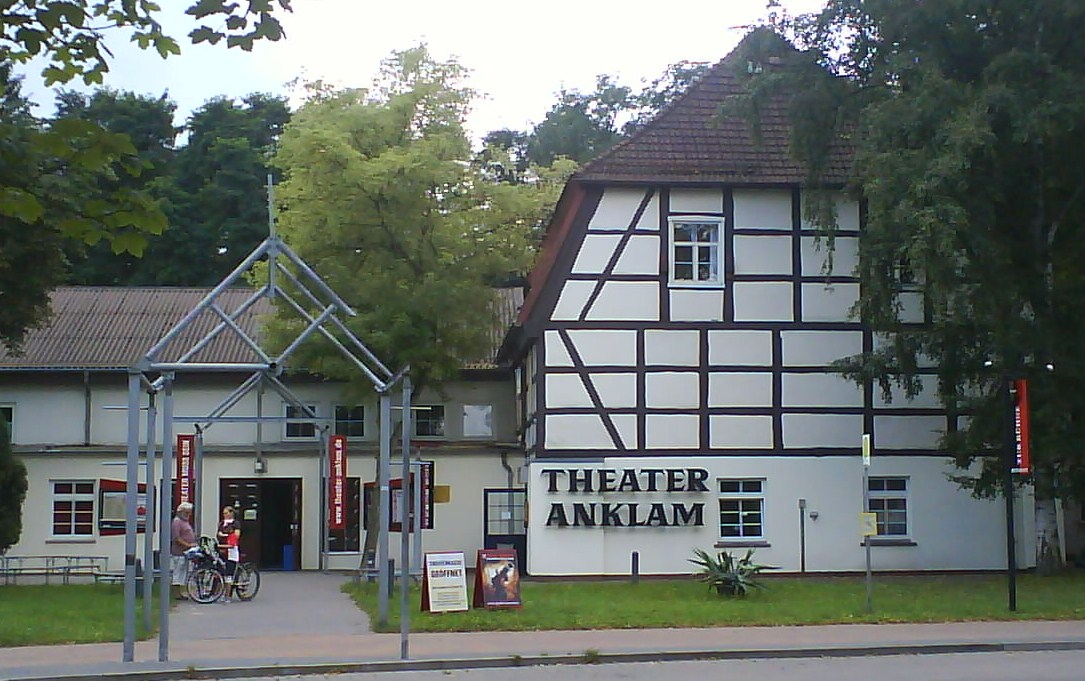
Der Sitz der Vorpommerschen Landesbühne in Anklam

Die Vorpommersche Landesbühne (VLB) ist das Theater der Stadt Anklam und neben dem Theater Vorpommern in Greifswald und Stralsund eines von zwei Theatern im Landesteil Vorpommern des Landes Mecklenburg-Vorpommern. Bis 1992 befand sich das Haus unter dem Namen „Theater Anklam“ in kommunaler Trägerschaft. 1993 folgte die Umfirmierung zur GmbH unter dem neuen Namen „Vorpommersche Landesbühne“ und der Wechsel in die Trägerschaft des gemeinnützigen Vereins „Vorpommersche Kulturfabrik“.

## Geschichte

### Bis 1989
Das Theater Anklam nahm am 28. August 1949 mit dem Stück „Iphigenie auf Tauris“ im behelfsmäßig als Theatersaal hergerichteten Anklamer Volkshaus den Spielbetrieb auf. 1951 fand man die endgültige Spielstätte, ein Fachwerkgebäude, das 1870 als Anklamer Schützenhaus errichtet worden war und in dem schon in den 1920er Jahren Theater gespielt wurde.
Obwohl das Theater Anklam in der Kulturlandschaft der DDR nur als Theater der C-Kategorie galt, gelangte es in den frühen 1980er Jahren zu überregionaler Bekanntheit. Es galt damals als „die Strafkolonie am Ende der Welt. Unbequeme Regisseure wurden ins vorpommersche Sibirien geschickt, wo sie keinen Schaden anrichten konnten.“ 1981 wurde Frank Castorf Oberspielleiter im – wie er rückblickend sagt – „schönen braunen (‚Faxenmacher vergasen’) Anklam.“ Er sammelte dort Leute um sich, die „normalerweise nicht nach Anklam gegangen wären“, so Castorf später. „Da waren plötzlich Leute dabei, die sehr viel Ärger hatten, kaum Arbeit bekamen, Arbeitsverbot, oder wo Ausreiseanträge waren, auch Alkoholiker. Leute, die so eine extrem eigene Handschrift haben und woanders nicht klargekommen sind“. Unter Castorf, der gerade mit seinen als „Stückezertrümmerungen“ bezeichneten Verfremdungen von klassischen Stücken begann, inszenierten Regisseure wie Herbert König, Gabriele Gysi und Michael Klette große Theaterereignisse für die Ostberliner Kulturszene, die zu den Premieren nach Anklam fuhr. Diese Aufführungen entsprachen jedoch kaum den Interessen der örtlichen Bevölkerung, die größtenteils dem industriellen und landwirtschaftlichen Umfeld der Stadt Anklam und ihrer Umgebung entstammte, und mehrheitlich in Opposition zu den in die Provinz verbannten avantgardistischen Künstlern und Oppositionellen stand. Man warf Castorf vor, er inszeniere am Publikum vorbei und es handle sich bei seinen Inszenierungen „nicht mehr um sozialistisches Theater“.
Von Seiten der SED-Kulturfunktionäre in Berlin und der Stasi-„Abwehroffiziere Kunst und Kultur“ wurde in der Folge versucht, durch Überwachungen und Eingriffe in den Spielplan die „alternative Theaterauffassung“ am Anklamer Theater zu unterdrücken. Viele Ensemblemitglieder wichen diesem Druck aus und verließen die DDR. Anklam bekam den Ruf des „Ausreisetheaters“. Teil der staatlichen Maßnahmen war ein Wechsel des Intendanten. Wolfgang Bonness ging 1983, Wolfgang Bordel kam mit Unterstützung von offizieller Seite und übernahm die Funktion des Gegenspielers von Frank Castorf. Bordel, Physiker und promovierter Philosoph, der über das Arbeiter- und Studententheater der Humboldt-Universität zu Berlin zur Bühne gekommen war, wollte die Anklamer Bevölkerung wieder ins Theater holen. Er spielte Volkstheater und setzte auf Komödien sowie derbe Stücke: „Mir ist es egal, ob wir in Berlin rezensiert werden“, war und ist sein Motto, „die Anklamer sollen es gut finden.“. Damit trafen zwei diametrale Theaterauffassungen aufeinander.
Im März 1984 wurde wenige Wochen vor der Premiere des Stücks Trommeln in der Nacht der Hauptdarsteller Horst Günter Marx verhaftet und später das Generalprobenpublikum vom Intendanten unter tätiger Mithilfe einiger SED-Funktionäre aus dem Theater gewiesen. Castorf beschuldigte bei dieser Auseinandersetzung Intendant Bordel, er spiele ein „abgekartetes Spiel“, und einem Funktionär hielt er vor: „Vor 50 Jahren wurden schon mal Künstler aus den Theatern gejagt“. Das wurde prompt als „Gleichsetzung legitimer staatlicher Rechte im Sozialismus mit dem Faschismus“ gewertet. Intendant und SED-Kreisleitung leiteten ein Disziplinarverfahren mit dem Ziel „fristlose Kündigung“ ein, gegen die Castorf sich vor dem Kreisgericht wehrte – und Recht bekam. Schließlich erhielt er einen „strengen Verweis“ wegen Vergehen gegen die „sozialistische Arbeitsdisziplin“. Das war der Anfang vom Ende Castorfs in Anklam. Er gab seinen Oberspielleiterposten auf, verließ nach einer letzten Premiere im Februar 1985 das Theater und zog mit seiner Anhängerschaft weiter.
Damals habe er sich missbrauchen lassen, räumte Bordel später ein, aber mit der Einschränkung: „Castorf war sowieso zwei Etagen zu avantgardistisch für Anklam.“ In der Kulturszene schlug der Rauswurf hohe Wellen. Bordel war in der Folge einer Reihe von persönlichen Angriffen ausgesetzt. Ihm wurden Rachsucht aus mangelndem eigenen Talent und Dilettantismus vorgeworfen.

### Ab 1989
Mit der Wende 1989 und den damit verbundenen Änderungen in der Kulturlandschaft wurde Bordel allerdings endgültig zum „Theaterretter“ in Anklam. 1991 hatte der Deutsche Bühnenverein dem Theater Anklam ein schnelles Ende vorausgesagt. Anklam sei zu klein für ein Theater, die öffentliche Hand habe kein Geld und auch ein klassisches Theaterpublikum gäbe es hier nicht. Bordel wollte das nicht einsehen und expandierte stattdessen: „Vielleicht kann man den Osten ja doch nicht so einfach nach bundesdeutschen Kriterien vermessen“.
1993 kam mit dem Theaterzelt Chapeau Rouge im Ostseebad Heringsdorf auf der Insel Usedom eine zweite Spielstätte als Sommerbühne hinzu. Vier Jahre später fanden auf der Ostseebühne in Zinnowitz, ebenfalls auf der Insel Usedom, die ersten Vineta-Festspiele statt, die seitdem mit einer Besucherzahl von rund 20.000 bis 25.000 pro Jahr das erfolgreichste Projekt des Theaters darstellen. Darüber hinaus wurde 1997 mit dem sogenannten Gelben Theater „die blechbüchse“ in Zinnowitz eine weitere Spielstätte eröffnet. Im Jahr 1999 fanden auch in der Stadt Barth erstmals die von der Vorpommerschen Landesbühne veranstalteten Vineta-Festtage statt. Ein Jahr später wurde im April die in der ehemaligen Zuckerfabrik in Barth entstandene Barther Bodden Bühne eröffnet, die seitdem das Theater um eine zusätzliche Spielstätte ergänzt. Im Oktober des gleichen Jahres kam es darüber hinaus in Zinnowitz zur Gründung der Theaterakademie Vorpommern, die seit 2005 als Höhere Berufsfachschule für Theaterarbeit/ Schauspiel fungiert.
Der jährliche Etat des Theaters liegt bei rund 2,5 Millionen Euro. Von den rund 50 Mitarbeitern sind 15 festangestellte Schauspieler. Hinzu kommen etwa 30 als Eleven bezeichnete Schüler der Theaterakademie, die in die Vorstellungen mit einbezogen werden. Die Zahl der Besucher liegt bei etwa 75.000 bis 80.000 pro Jahr.
Wolfgang Bordel war bis zu seinem altersbedingten Rücktritt Ende April 2019 einer der dienstältesten Theaterintendanten Deutschlands. Er galt als der erfolgreichste „Kulturunternehmer“ der Region. Der 68-Jährige bleibt der Landesbühne erhalten, will sich im Trägerverein des Theaters engagieren und der Ausbildung von Schauspielern widmen.
Intendant war von Mai 2019 bis August 2021 Martin Schneider, Jahrgang 1983. Der gelernte Schauspieler, der aus Dresden stammt, war zuvor Leiter der Barther Boddenbühne, führte Regie und übernahm dort auch Rollen. Die vor allem im Sommer bespielte Barther Freiluftbühne hatte auch zuvor schon eng mit Akteuren des Anklamer Theaters kooperiert. Schneider kritisierte an die Adresse der Landesregierung gerichtet, der aktuelle Haushalt lasse es nicht zu, „gerechte Löhne“ zu zahlen. Zugleich sicherte er zu, dass die in den Produktionen des Theaters eingesetzten Schauspielstudierenden der vorpommerschen Theaterakademie eine Vergütung erhalten.
Seit August 2021 leitet ein vierköpfiges Team das Theater. Dazu gehören Andreas Flick als Kaufmännischer Geschäftsführer, Anna Engel als Geschäftsführende Dramaturgin sowie Oliver Trautwein als Künstlerischer Leiter des Schauspiels und Hans-Jürgen Engel als Technischer Leiter.

### Spielorte
- Theater Anklam

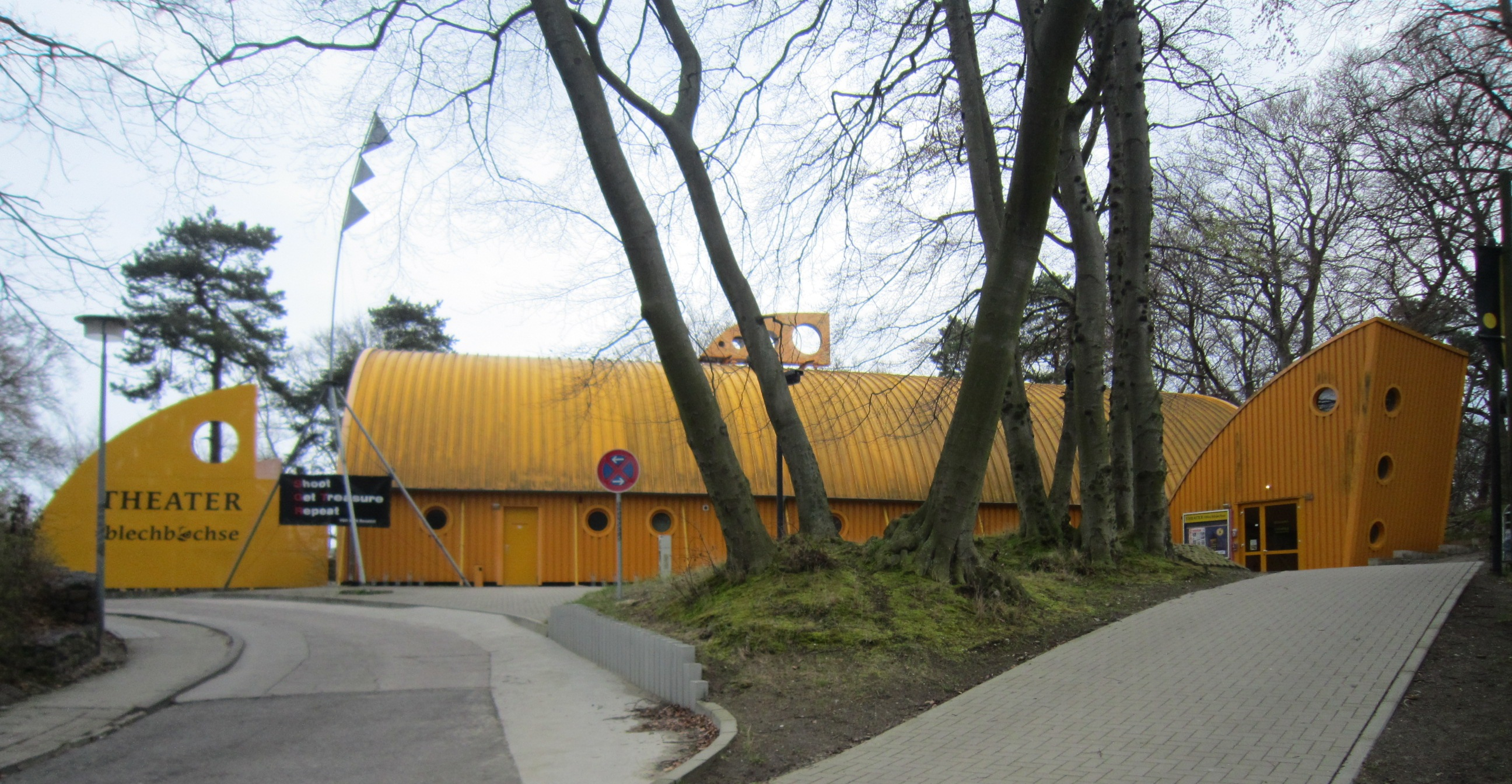
Spielort „Blechbüchse“ in Zinnowitz

- Theaterzelt „Chapeau Rouge“ Heringsdorf
- Ostseebühne Zinnowitz (Vineta-Festspiele)
- Das gelbe Theater „Die Blechbüchse“ Zinnowitz
- Barther Boddenbühne
- Barther Hafenbühne (Vineta-Festtage Barth)
- Deutsches Theater Peenemünde (dtp)
- Clubhaus der Nationalen Volksarmee Eggesin
- Clubhaus der Nationalen Volksarmee Karpin
- Clubhaus der Nationalen Volksarmee Torgelow
- Usedomer Hafen
- Anklamer Hafen „Peene brennt“
- die Schlossinsel-Festspiele in Wolgast

## Ensemble (1980er Jahre)

### Regisseure
- Frank Castorf
- Herbert König
- Michael Klette
- Torsten Münchow (als Gast)
- Gabriele Gysi (als Gast)
- Bernd Peschke (als Gast)
- Horst Wünsch (als Gast)
- Andreas Kausch
- Herbert Tichy
- Peter Ibrik

### Schauspieler
- Hendrik Arnst
- Hans-Uwe Bauer (als Gast)
- Klaus Breuing (Puppenspieler)
- Wolf Butter (auch Komponist und Bühnenmusiker)
- Marie Gruber
- Lutz Harder
- Henry Hübchen (als Gast)
- Jörg-Michael Koerbl (als Gast)
- Horst Günter Marx
- Kurt Naumann
- Silvia Rieger (als Gast)
- Christa Rockstroh
- Rolf Seidel
- Werner Stempel (als Gast)
- Ronald Jopt
- Cornelia Kluge
- Petra Solga
- Andreas Kausch
- Johann-Christof Laubisch
- Gerhard Schönerstedt
- Wolfgang Grossmann